# Inflație cosmică
În cosmologia fizică, inflația cosmică, inflația cosmologică sau doar inflația este expansiunea exponențială teoretică a universului de la sfârșitul marii epoci de unificare, la 10-36 de secunde după Big Bang, datorită presiunii negative a densității vidului direct proporțională cu opusul densității sale. Termenul de inflație este, de asemenea, folosit ca o referință la ipoteza că inflația a avut loc, la teoria inflației sau la epoca inflaționistă a universului. Termenul a fost propus în 1980 de Alan Guth pentru a explica formarea galaxiilor. În data de 17 martie 2014, o echipă de astronomi din cadrul Harvard-Smithsonian Center for Astrophysics a susținut că a detectat undele gravitaționale asociate inflației cosmice, o dovadă puternică pentru susținerea teoriei. 

## Introducere
Ideea de inflație cosmică a fost introdusă pentru a rezolva una din dificultățile teoriei Big Bangului: nu se putea explica geneza galaxiilor. Galaxiile apar din grupări de praf cosmic sub efectul gravitației. Așadar au ca origine mici neomogenități ca niște cocoloașe ale gazului originar, care au crescut puțin câte puțin. Potrivit modelului Big-Bangului, neomogenitățile originare nu au putut crește suficient de repede astfel încât să se poată forma galaxiile. Pentru a rezolva această enigmă, astrofizicianul american Alan Guth a propus în 1980 termenul de „inflație cosmică”. La începutul vieții sale (în momentul 10-35 s) Universul a cunoscut o fază scurtă de dilatare exponențială, atingând într-o fracțiune infinitezimală de timp dimensiuni astronomice, după care și-a reluat expansiunea cu o viteză mai rezonabilă. Numai vidul cuantic are toate proprietățile necesare declanșării unui astfel de fenomen deoarece vidul exercită o presiune negativă proporțională cu opusul densității sale (așa cum rezultă din ecuațiile teoriei cuantice). Această presiune negativă este interpretată ca fiind o sursă de atracție gravitațională negativă, deci expansiune.

## Expansiunea spațiului
Pentru a spune că spațiul se extinde exponențial, înseamnă că doi observatori inerțiali se mișcă mai departe cu viteză accelerată. În coordonatele staționare pentru un observator, o parte din universul inflaționar are următoarele coordonate polare:
{\displaystyle ds^{2}=-(1-\Lambda r^{2})dt^{2}+{1 \over 1-\Lambda r^{2}}dr^{2}+r^{2}d\Omega }
Acest lucru este la fel ca în interiorul unei găuri negre în coordonate Schwarzschild - are un zero în componența {\displaystyle DT} pe o sferă cu raza fixă numită orizontul cosmologic. Obiectele se mișcă mai departe în raport cu observatorul la {\displaystyle R=0} împreună cu orizontul cosmologic, într-un timp finit. Acest lucru înseamnă că oricare inomogenitate este atenuată, la fel cum orice umflătură de pe suprafața orizontului unei găuri negre este înghițită și dispare.